# MonkeyJunk
MonkeyJunk — канадская блюзовая группа. Сформирована в Оттаве в 2008 году в составе: Стив Марринер (вокал, гитара, клавишные, губная гармоника), Тони Д (соло-гитара), Мэтт Собб (ударные). Лауреат нескольких премий Maple Blues Awards, двукратный лауреат «Джуно» в номинации «Блюзовый альбом года».

## История
В 2008 году певец и музыкант Стив Марринер начал давать еженедельные выступления на сцене оттавского паба Irene’s. Основным инструментом Марринера была губная гармоника, и он пригласил себе в помощь опытного гитариста Тони Дитеодоро, больше известного в блюз-роковой среде как Тони Д, и ударника Мэтта Собба. С обоими этими музыкантами он был знаком много лет, и трио быстро сыгралось. Дитеодоро предложил для нового коллектива название MonkeyJunk, взятое из строчки Сона Хауса: 
I’m talkin’ ‘bout the blues. I ain’t talkin’ ‘bout monkey junk.
И приближающийся к 50 годам Дитеодоро, и более молодой Собб, и даже Марринер, которому еще не исполнилось тридцати, считались сильными блюзовыми исполнителями, так что с их совместной группой с момента основания связывались большие надежды. Выступив на паре местных фестивалей и проведя гастроли по приморским провинциям, они затем выиграли городской блюзовый конкурс и были отправлены в Мемфис на International Blues Challenge. Там они заняли третье место из сотни претендентов со всего мира.
По возвращении в Оттаву группа записывает свой первый альбом, Tiger In Your Tank, включающий как кавер-версии классических хитов, так и собственные новые произведения, также выдержанные в стиле классических буги-вуги. В следующие несколько лет они выигрывают более десятка национальных призов Maple Blues Awards, заключают контракт с крупным канадским блюзовым лейблом Stony Plain Records и выпускают с ним свой второй диск, To Behold.
Новый альбом уже был практически полностью самостоятельным и содержал девять оригинальных композиций и только одну кавер-версию — You’re Going to Change (Or I’m Going to Leave) Хэнка Уильямса. Как пишет обозреватель Allmusic Рик Андерсон, в этом альбоме группа продолжает поиски синтеза между свомп-буги, фанком, ритм-энд-блюзом, кантри, дельта-блюзом и чикагским блюзом. Несмотря на отсутствие басиста, группа успешно создаёт насыщенный и «приземлённый» звук. Особо отмечается новая аранжировка классической композиции Уильямса, которая в новом исполнении приобрела резкость и мощь, больше присущие дельта-блюзу в стиле Тома Уэйтса.
To Behold выиграл Maple Blues Award в категории «запись года», а затем «Джуно» за лучший блюзовый альбом года. После этого группа отправилась в двухнедельные гастроли по Франции и приняла участие в ряде фестивалей джазовой, блюзовой и фолк-музыки в Канаде и США.
В 2013, 2015 и 2016 годах группа выпустила ещё три альбома. В записи диска 2015 года Moon Turn Red вместе с её обычным составом участвовал приглашённый музыкант — популярный канадский гитарист Дэвид Уилкокс. Последний альбом MonkeyJunk, вышедший в 2016 году Time to Roll, принес группе в 2018 году вторую премию «Джуно» за блюзовый альбом года.

## Дискография
- 2011 — Tiger in Your Tank (Beefy)
- 2011 — To Behold (Stony Plain Records)
- 2013 — All Frequencies (Stony Plain Records — SPCD 1366)
- 2015 — Moon Turn Red (Stony Plain Records)
- 2016 — Time To Roll (Stony Plain Records)